# ایزوپروپیل نیترات
ایزوپروپیل نیترات (به انگلیسی: Isopropyl nitrate) با فرمول شیمیایی C۳H۷NO۳ یک ترکیب شیمیایی با شناسه پاب‌کم ۱۵۵۷۵ است. که جرم مولی آن 105.09 g/mol می‌باشد. شکل ظاهری این ترکیب، مایع بی‌رنگ است.